# Jack Johnson (hockey sur glace)
Pour les articles homonymes, voir Jack Johnson et Johnson.
John Joseph Louis Johnson III, plus connu sous le nom de Jack Johnson (né le 13 janvier 1987 à Indianapolis, État de l'Indiana) est un joueur professionnel américain de hockey sur glace. Il évolue au poste de défenseur.

## Biographie

### Carrière junior
En 2002, Jack Johnson débute avec l'école de Shattuck-Saint Mary's à Faribeault dans le Minnesota. La saison suivante, il se joint à l'équipe nationale États-Unis U18 en NAHL.
Il représente les États-Unis au niveau international. Il est appelé en sélection pour disputer le Championnat du monde moins de 18 ans 2004. Johnson marque un but contre la Suède et un contre la Biélorussie. Face à la Russie, les États-Unis s'inclinent en finale 3-2.
Lors du mondial moins de 18 ans 2005, l'équipe est menée par Phil Kessel. Il est le meilleur pointeur de la compétition au cours de laquelle Johnson compte deux assistances. Le défenseur est lui le joueur le plus indiscipliné avec 35 minutes de pénalité. La sélection américaine décroche cette fois le titre mondial en battant le Canada.
Il est choisi par les Hurricanes de la Caroline au cours du repêchage d'entrée dans la LNH 2005 au premier tour en troisième position après Sidney Crosby et Bobby Ryan. Il décide d'intégrer l'effectif des Wolverines de l'Université du Michigan du championnat universitaire américain (NCAA). L'équipe évolue dans la conférence de la Central Collegiate Hockey Association (CCHA). Il bat les records de l'école en points (32 points) et pénalités (119 minutes) pour un étudiant de première année.
Lors Championnat du monde junior 2006, le défenseur américain est le joueur le plus pénalisé avec 45 minutes de prison. Avec 6 points dont 5 aides, il est à égalité avec Boris Valábik et Luc Bourdon, l'un des défenseurs les plus prolifiques derrière Alekseï Iemeline (7 points) et Cam Barker (6 points dont deux buts). La Russie bat les Américains 5-1 en demi-finale. Le but américain est l'œuvre de Jack Skille assisté de Johnson et Chris Bourque. Puis, Johnson inscrit un but lors du match pour la médaille de bronze. La Finlande s'impose néanmoins 4-2.
À l'issue de sa première saison, il décide de poursuivre son cursus universitaire et refuse de se rapporter chez les Hurricanes qui ont besoin d'un défenseur. Le 29 septembre 2006, Jim Rutherford, manageur général de la franchise décide d'échanger ses droits avec Oleg Tverdovski aux Kings de Los Angeles en échange de Tim Gleason et d'Éric Bélanger. Johnson joue donc une saison supplémentaire avec les Wolverines, établissant le record de but (16) pour un étudiant de deuxième année en une saison régulière. Il compte 39 points en 36 parties. Il est nommé défenseur offensif de l'année de la CCHA.
En 2007, les Américains s'inclinent aux tirs de fusillade lors de la demi-finale face au Canada. Jonathan Toews marque le but vainqueur. Les buts de Patrick Kane et Erik Johnson permettent aux États-Unis de prendre la médaille de bronze aux dépens de la Suède. Jack Johnson marque 3 buts en 7 matchs.

### Carrière professionnelle
En 2006-2007, il passe professionnel dans la Ligue nationale de hockey avec ces mêmes Kings. Le 29 mars 2007, il dispute son premier match dans la LNH face aux Canucks de Vancouver. Johnson joue cinq matchs lors de cette saison. Les Kings se classent quatorzièmes de la conférence de l'Ouest et ne se qualifient pas pour les séries éliminatoires de la Coupe Stanley.
Mais sa saison se poursuit car il est sélectionné pour le Championnat du monde 2007. Il marque un but face aux Biélorusses. Sa sélection prend la cinquième place.
Il inscrit sa première assistance dans la LNH le 10 octobre 2007 chez les Stars de Dallas pour un filet de Kyle Calder et son premier but le 19 octobre à Vancouver face à Roberto Luongo. Les Kings terminent derniers de la Conférence Ouest. Le défenseur américain est auteur de 11 points en 74 rencontres.
Le 12 octobre 2008, Johnson se blesse à l'épaule face aux Sharks de San José. Opéré, il fait son retour au jeu le 17 janvier 2009. Malgré tout, il égalise son total de la saison précédente avec 11 points dont 6 buts en 41 parties. Les Kings sont quatorzièmes sur quinze de la conférence ouest.
Lors du mondial 2009, il est le meilleur buteur des défenseurs avec 5 buts. Avec 7 points, il est le troisième pointeur de sa sélection derrière John-Michael Liles (9 points) et Dustin Brown (8 points). Il inscrit un doublé lors du premier match de poule contre la Lettonie. Les Américains sont défaits 3-2 en demi-finale contre les Russes. Puis, ils perdent la troisième place face à la Suède 4-2 avec un but de Johnson.
Johnson compte 8 buts et 36 points lors de la saison 2009-2010. Les Canucks, troisièmes de la conférence, s'imposent en six matchs face aux Kings, sixièmes. Johnson délivre 7 assistances et est le meilleur pointeur de l'équipe à égalité avec les 7 points dont 3 buts de Drew Doughty.

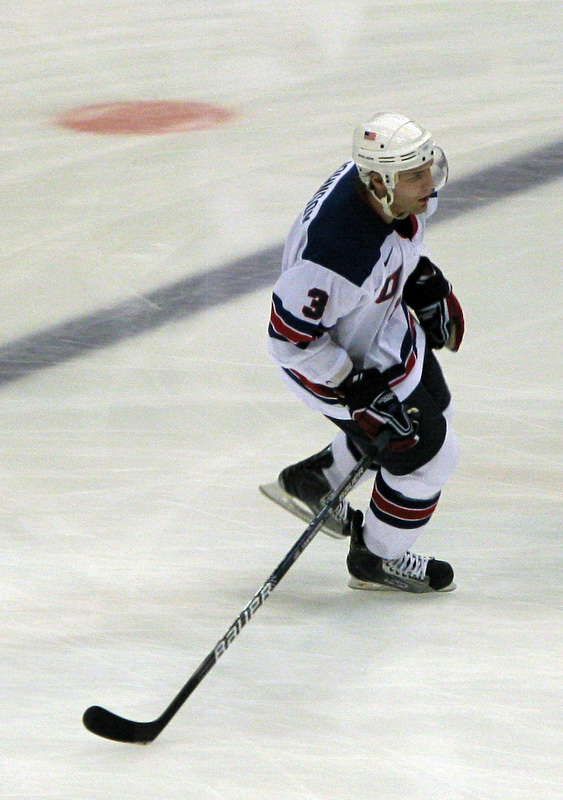
Johnson avec les États-Unis lors des Jeux olympiques de 2010.

Il prend part à la cérémonie d'ouverture des Jeux olympiques de Vancouver 2010. Il est le premier joueur américain de la LNH en activité à marcher lors de cet évènement. Lors de la compétition, il offre une assistance à Ryan Malone lors d'un match de poule remporté 6-1 face à la Norvège. Les Américains éliminent la Finlande 6-1 en demi-finale mais s'inclinent lors de la finale. Menés 2-0 face au Canada sur des buts de Jonathan Toews et Corey Perry, ils égalisent par Ryan Kesler et Zach Parisé. Finalement, les Canadiens s'imposent 3-2 en prolongation grâce à un but de Sidney Crosby.
Il est capitaine lors du mondial 2010. Sa sélection est en difficulté lors de la phase de poule. Avec trois défaites dont deux en prolongation, elle est condamnée à jouer la phase de relégation. Elle remporte cette poule de quatre équipes et sauve sa place en élite. Johnson compte trois assistances lors de cette compétition.
Il prend part à la totalité de la saison régulière 2010-2011 avec 82 matchs disputés. Il établit son record de points avec un total de 42. Ses 37 assistances le postent au deuxième rang de son équipe dans cette statistiques derrière Anže Kopitar. Le Slovène est le meilleur pointeur de l'équipe avec 73 points. Septièmes de la division Pacifique, les Kings sont privés de leur attaquant, blessé lors des séries éliminatoires. Ils sont éliminés 4-2 par les Sharks de San José en quarts de finale de conférence. Johnson est le meilleur pointeur de l'équipe avec 5 points dont 4 assistances, ex æquo avec Kyle Clifford, 3 buts, et Brad Richardson, 2 buts.
Il est assistant-capitaine de Mark Stuart pour le championnat du monde 2011. Avec Chris Kreider, ils sont les deux seuls joueurs à revenir dans la sélection américaine après la compétition de 2010. Johnson étant le seul professionnel puisque le jeune attaquant est encore universitaire.
Le 23 février 2012, il est échangé avec un choix de premier tour en 2012 ou 2013 aux Blue Jackets de Columbus en retour de Jeff Carter. Il conclut la saison régulière avec un total de douze buts, son meilleur total depuis ses débuts dans la LNH, pour trente-huit points. Les Blue Jackets terminent derniers de la LNH avec soixante-cinq points.
Il remporte la Coupe Stanley 2022 avec l'Avalanche du Colorado.

## Statistiques

### En club
| Saison     | Équipe                          | Ligue      |       | Saison régulière | Saison régulière | Saison régulière | Saison régulière | Saison régulière |   | Séries éliminatoires | Séries éliminatoires | Séries éliminatoires | Séries éliminatoires | Séries éliminatoires |
| Saison     | Équipe                          | Ligue      | PJ    | B                | A                | Pts              | Pun              | PJ               | B | A                    | Pts                  | Pun                  |                      |                      |
| 2002-2003  | Shattuck St. Mary's             | USHS       | 48    | 15               | 27               | 42               |                  | -                | - | -                    | -                    | -                    |                      |                      |
| 2003-2004  | Équipe nationale États-Unis U18 | NAHL       | 29    | 3                | 12               | 15               | 93               | -                | - | -                    | -                    | -                    |                      |                      |
| 2004-2005  | Équipe nationale États-Unis U18 | NAHL       | 12    | 7                | 10               | 17               | 57               | -                | - | -                    | -                    | -                    |                      |                      |
| 2005-2006  | Wolverines du Michigan          | NCAA       | 38    | 10               | 22               | 32               | 149              | -                | - | -                    | -                    | -                    |                      |                      |
| 2006-2007  | Wolverines du Michigan          | NCAA       | 36    | 16               | 23               | 39               | 87               | -                | - | -                    | -                    | -                    |                      |                      |
| 2006-2007  | Kings de Los Angeles            | LNH        | 5     | 0                | 0                | 0                | 18               | -                | - | -                    | -                    | -                    |                      |                      |
| 2007-2008  | Kings de Los Angeles            | LNH        | 74    | 3                | 8                | 11               | 76               | -                | - | -                    | -                    | -                    |                      |                      |
| 2008-2009  | Kings de Los Angeles            | LNH        | 41    | 6                | 5                | 11               | 46               | -                | - | -                    | -                    | -                    |                      |                      |
| 2009-2010  | Kings de Los Angeles            | LNH        | 80    | 8                | 28               | 36               | 48               | 6                | 0 | 7                    | 7                    | 6                    |                      |                      |
| 2010-2011  | Kings de Los Angeles            | LNH        | 82    | 5                | 37               | 42               | 44               | 6                | 1 | 4                    | 5                    | 0                    |                      |                      |
| 2011-2012  | Kings de Los Angeles            | LNH        | 61    | 8                | 16               | 24               | 24               | -                | - | -                    | -                    | -                    |                      |                      |
| 2011-2012  | Blue Jackets de Columbus        | LNH        | 21    | 4                | 10               | 14               | 15               | -                | - | -                    | -                    | -                    |                      |                      |
| 2012-2013  | Blue Jackets de Columbus        | LNH        | 44    | 5                | 14               | 19               | 12               | -                | - | -                    | -                    | -                    |                      |                      |
| 2013-2014  | Blue Jackets de Columbus        | LNH        | 82    | 5                | 28               | 33               | 48               | 6                | 3 | 4                    | 7                    | 4                    |                      |                      |
| 2014-2015  | Blue Jackets de Columbus        | LNH        | 79    | 8                | 32               | 40               | 44               | -                | - | -                    | -                    | -                    |                      |                      |
| 2015-2016  | Blue Jackets de Columbus        | LNH        | 60    | 6                | 8                | 14               | 25               | -                | - | -                    | -                    | -                    |                      |                      |
| 2016-2017  | Blue Jackets de Columbus        | LNH        | 82    | 5                | 18               | 23               | 32               | 5                | 1 | 1                    | 2                    | 0                    |                      |                      |
| 2017-2018  | Blue Jackets de Columbus        | LNH        | 77    | 3                | 8                | 11               | 22               | -                | - | -                    | -                    | -                    |                      |                      |
| 2018-2019  | Penguins de Pittsburgh          | LNH        | 82    | 1                | 12               | 13               | 41               | 3                | 0 | 0                    | 0                    | 6                    |                      |                      |
| 2019-2020  | Penguins de Pittsburgh          | LNH        | 67    | 3                | 8                | 11               | 26               | 4                | 0 | 0                    | 0                    | 0                    |                      |                      |
| 2020-2021  | Rangers de New York             | LNH        | 13    | 1                | 0                | 1                | 8                | -                | - | -                    | -                    | -                    |                      |                      |
| 2021-2022  | Avalanche du Colorado           | LNH        | 74    | 1                | 8                | 9                | 42               | 13               | 0 | 0                    | 0                    | 10                   |                      |                      |
| 2022-2023  | Blackhawks de Chicago           | LNH        | 58    | 0                | 4                | 4                | 16               | -                | - | -                    | -                    | -                    |                      |                      |
| 2022-2023  | Avalanche du Colorado           | LNH        | 25    | 2                | 2                | 4                | 12               | 3                | 0 | 0                    | 0                    | 2                    |                      |                      |
| 2023-2024  | Avalanche du Colorado           | LNH        | 80    | 3                | 13               | 16               | 38               | 11               | 0 | 0                    | 0                    | 2                    |                      |                      |
| Totaux LNH | Totaux LNH                      | Totaux LNH | 1 187 | 77               | 259              | 336              | 637              | 57               | 5 | 16                   | 21                   | 30                   |                      |                      |

### En équipe nationale
| Année | Équipe         | Compétition                  |   | PJ | B | A | Pts | Pun | +/-                |  | Résultat |
| 2004  | États-Unis U18 | Championnat du monde -18 ans | 6 | 2  | 0 | 2 | 18  | -1  | Médaille d'argent  |  |          |
| 2005  | États-Unis U18 | Championnat du monde -18 ans | 6 | 0  | 2 | 2 | 35  | +7  | Médaille d'or      |  |          |
| 2006  | États-Unis U20 | Championnat du monde junior  | 7 | 1  | 5 | 6 | 45  | -4  | 4eplace            |  |          |
| 2007  | États-Unis U20 | Championnat du monde junior  | 7 | 3  | 0 | 3 | 14  | +1  | Médaille de bronze |  |          |
| 2007  | États-Unis     | Championnat du monde         | 7 | 1  | 0 | 1 | 0   | -1  | 5e place           |  |          |
| 2009  | États-Unis     | Championnat du monde         | 9 | 5  | 2 | 7 | 10  | +1  | 4e place           |  |          |
| 2010  | États-Unis     | Jeux olympiques              | 6 | 0  | 1 | 1 | 2   | +2  | Médaille d'argent  |  |          |
| 2010  | États-Unis     | Championnat du monde         | 6 | 0  | 3 | 3 | 4   | +3  | 13e place          |  |          |
| 2011  | États-Unis     | Championnat du monde         | 7 | 1  | 2 | 3 | 8   | -4  | 8e place           |  |          |
| 2012  | États-Unis     | Championnat du monde         | 8 | 3  | 1 | 4 | 16  | 0   | 7e place           |  |          |
| 2016  | États-Unis     | Coupe du monde               | 2 | 0  | 0 | 0 | 0   | -1  | 7e place           |  |          |

## Trophées et honneurs personnels

### Championnat du monde moins de 18 ans
- 2005 : joueur le plus pénalisé

### Championnat du monde junior
- 2006 : 
  - nommé dans l'équipe d'étoiles
  - joueur le plus pénalisé
  - termine meilleur passeur chez les défenseurs

### Championnat du monde
- 2009 : termine meilleur buteur chez les défenseurs

### CCHA
- 2006-2007 : 
  - nommé dans la première équipe d'étoiles
  - nommé meilleur défenseur offensif

### NCAA
- 2006-2007 : nommé dans la première équipe d'étoiles All-American (ouest).

### Ligue nationale de hockey
- 2007-2008 : participe au Match des Jeunes Étoiles
- 2021-2022 : vainqueur de la Coupe Stanley avec l'Avalanche du Colorado